# Социјалдемократска и лабуристичка партија
Социјалдемократска и лабуристичка партија (ир. Páirtí Sóisialta Daonlathach an Lucht Oibre) је политичка странка левог центра у Северној Ирској.